# Pálmai Szabolcs
Pálmai Szabolcs (1974. június 10. –) magyar színész, szinkronszínész.

## Színházi szerepei
A Színházi adattárban regisztrált bemutatóinak száma: 1.
- Dale Wasserman–Ken Kesey: Kakukkfészek (Technikus) (bemutató: 1994. január 15., székesfehérvári Vörösmarty Színház, rendező: Bujtor István)

## Szinkronszerepei

### Televízió
- 112 – Életmentők: Florian Carstens - Dominic Saleh-Zaki
- Agymenők: Rajesh Koothrappali - Kunal Nayyar
- A palota ékköve: King Jungjong - Ho Lim
- A stúdió: Josh Girard - Lonny Ross
- Bűvölet: Luigi De Paoli - Maximilian Nisi
- Bűvölet: Massimo Nardi - Marco Quaglia (2. hang)
- Cinecitta: Poppe - Kika
- Csajok, szilikon, ez lesz a Paradicsom!: Bayron Santana - Juan Diego Sánchez
- Ed: Warren Cheswick - Justin Long (Hallmark szinkron verzió)
- Egy kapcsolat szabályai: Russell Dunbar - David Spade
- Egy lépés előre: Jero - Raúl Peña
- Eva Luna: Tony Santana - Alejandro Chabán
- Édes dundi Valentina: Pantoja felügyelő - Edgar Gómez
- Érzékeny ifjúság: Martial Bozzodi - Guillaume Toucas
- Felhőtlen Philadelphia: Charlie Kelly - Charlie Day
- Hetedik mennyország: Robbie Palmer - Adam LaVorgna
- Knight Rider (2008): Billy Morgan - Paul Campbell
- Kyle, a rejtélyes idegen: Kyle - Matt Dallas
- Latin pofonok: Alex Santiago - Nicholas Gonzalez
- Legjobb évek: Devon Sylver - Brandon Jay McLaren
- Már megint Malcolm: Francis - Christopher Masterson
- Második esély: Mauricio 'Mauro' López - Eduardo Cuervo
- Mentőhelikopter: Obergefreiter Homann - Pierre René Müller
- Otthonunk: Robbie Hunter - Jason Smith (első hang)
- Pasadena: Nate Greeley - Balthazar Getty
- Pokoli elmék: Daniel Rocha -Quim Gutiérrez
- Rémvadászok: Jonathan - Jonathan Togo
- Roswell: Michael Guerin - Brendan Fehr
- Rubí, az elbűvölő szörnyeteg: Fransisco 'Paco' Gómez Gallegos - Sergio Argueta
- Sarokba szorítva: Andrés Dávila – Yul Bürkle
- Smallville: Jason Teague - Jensen Ackles
- Sophie - a nem kívánt jegyesség: Max Grebe - Ben Bela Böhm
- Szulejmán: Leo – Seçkin Özdemir (második hang) / Dzsahángír herceg (felnőtt) – Tolga Saritaş
- Taxi: Ronnie – Raul Casso
- Telihold: ???
- Bia: Manuel Gutierrez- Julio Peña Fernandez
- Tengeri őrjárat: Luca Rebecchi-Sottocapo - Davide Ricci
- Terminátor – Sarah Connor krónikái: John Connor - Thomas Dekker
- Tuti gimi: Nathan Scott - James Lafferty
- Veronica Mars: Stosh 'Piz' Piznarski - Chris Lowell
- A zöld íjász: Roy Harper / Arzenál - Colton Haynes
- Jentry Chau az Alvilág ellen -ed Bowen Yang

### Film
- A pálya csúcsán - Ken Strout - Carmine Giovinazzo
- A Szmokinger - Lundeen - Paul Bates
- A vasember - Jimmy - Kevin Foster
- Amerikai pite 4. – A zenetáborban - Derek - Matt Baker
- Ez a csaj nem hagy hidegen - Harley Yurken - Anthony Cleave
- Fegyvere van, veszélyes - Larry Lupik - Glenn Withrow
- Fekete Könyv - Cas - Gijs Naber
- Hajrá csajok, újra! - Sammy Stinger - Sammy Stinger
- Hart háborúja - Johann Wirtz őrnagy - Holger Handtke
- Hogy veszítsük el barátainkat és idegenítsük el az embereket? - Vincent Lepak - Max Minghella
- Kémnők - Eddy - Vincent Rottiers
- Későn kezdő - David - Carlos A. González
- Make It Happen - Dobd be magad! - Joel Kirk - John Reardon
- Mennyé má! - Phil Quon - John Cho
- Örök lányok - Jules - Matthew Carey
- Őrült és gyönyörű - Foster - Keram Malicki-Sánchez
- Sikoly 2 - Billy a Döfés című filmben - Luke Wilson
- Szakítópróba - Willie McNerney - Thad Luckinbill

### Animációs sorozat
- A Pókember elképesztő kalandjai: Flash Thompson (1. évad)
- Afro szamuráj: Dzsiro (2., 4. rész)
- Andy, a vagány - Jervis (52. résztől)
- Avatar: Az utolsó levegőidomár: Haru (1. könyv, 6. epizód), Villám (2. hang)
- Beyblade: Metal Fusion: Kenta Yumiya
- Bleach: Isida Urjú - Szugijama Noriaki
- Bob burgerfalodája: Tina Belcher
- Bújj, bújj, szellem!: Aojama Hadzsime
- Conan, a detektív: Szaidzso Naoja (48. rész)
- Cowboy Bebop - Vicious
- Csőrös Harvey - Harvey (Max Charles)
- D.Gray-man: Tyki Mikk (3. hang)
- D.I.C.E – A mentőcsapat: Sam N'Dool
- Digimon Adventure: Jamato 'Matt' Isida
- Digimonszelídítők: Kenta Kitagava
- Dragon Ball GT: Giru
- F-Zero: Rick Wheeler (Szuzaku Rjú) - Morikava Tosijuki
- Family Guy: Doug Whitty (21. évad)
- Flamingó kapitány - Avi (14. résztől)
- Galactik Football - Ahito
- Go Jetters: Lars
- InuYasha: Sicsinintai no Dzsakocu
- Jimmy Neutron kalandjai - Sheen Estevez - Jeffrey Garcia
- Király suli: Kuzco
- Monte Cristo grófja: Raoul, Baron de Château-Renaud
- Nana: Terasima "Nobu" Nobuo - Szeki Tomokazu
- Naruto: Ucsiha Szaszuke - Szugijama Noriaki
- Nodame Cantabile: Tamaki Keidzsi
- Phineas és Ferb: Irving
- Pöttöm George: George Bernard Shrinks
- Pucca: Ssoso
- Sámán király: Zeke Asakura (1. hang), VIII. Faust (15–16. rész)
- Saolin krónikák: Jack Spicer
- Sharon naplója: Brock Leighton
- Slayers: Gourry Gabriev - Macumoto Jaszunori
- Star Wars: A klónok háborúja: Hawk (1. hang)
- Soul Eater - Lélekfalók: Igazságos Justin - Fudzsita Josinori
- A Tini Nindzsa Teknőcök új kalandjai: Donatello (2003)
- Totál Dráma: Cameron
- Transformers: Robots in Disguise: Jetstorm
- Uhu és pajtásai: Birka
- Winx Club: Helia (2. évad)
- Yu Yu Hakusho - A szellemfiú: Hiei (2. hang)
- Gorcsok és Gumblik: Chank

### Animációs film
- 51-es bolygó - Fiú a mozifilmben
- A Hihetetlen család - Oliver Depi
- Jimmy Neutron, a csodagyerek - Sheen Estevez - Jeffrey Garcia
- PiROSSZka - A jó, a rossz, a farkas, MEGAnagyi - Róka